# Horizonte Futebol Clube
Horizonte Futebol Clube é uma agremiação poliesportiva sediada na cidade de Horizonte, no Ceará, fundada a 27 de março de 2004. Disputa atualmente a primeira divisão do Campeonato Cearense e a Taça Fares Lopes.

## História

### Fundação
O Horizonte FC nasceu em 1933 por iniciativa dos irmãos Horácio Domingos de Sousa e Joaquim Domingos Neto, e de vários amigos na pequena localidade de Olho D’água do Venâncio, hoje município de Horizonte. No início, suas atividades se resumiam a partidas amistosas em campos de várzea desafiando as equipes das localidades vizinhas. As primeiras partidas eram realizadas em campos de areia.

### Amadorismo
A partir de 1989, com a instalação oficial do Município de Horizonte, passou-se a realizar o Campeonato Horizontino de Futebol. Logo o Horizonte Futebol Clube se destacou, sagrando-se tricampeão nos anos 1989, 1990 e 1991, vencendo ainda os campeonatos de 1993, 1998, 2001, 2002 e 2004. Em 2001 e 2002, o Horizonte Futebol Clube foi também vice-campeão em certame promovido pela AFAC entre municípios cearenses.

### Profissionalização
Em 2004, ao conquistar o título de vice-campeão do Torneio Início da 3ª Divisão do Campeonato Cearense, promovido pela Federação Cearense de Futebol, chegou a disputar o quadrangular final que classificava duas equipes para a 2ª divisão. No ano seguinte, assegurou vaga na 2ª Divisão do Campeonato Cearense de Futebol.
Em 2006, obteve a terceira colocação geral da competição.
Em 2007, a partir da adoção de uma postura profissional e contando com o forte apoio da Prefeitura Municipal de Horizonte e dos patrocinadores, o Horizonte conquistou o título de campeão da 2ª Divisão, ascendendo à elite do futebol cearense.
Em 2008, o Horizonte tinha como objetivo disputar a fase final do Campeonato Cearense de Futebol e ficar entre os quatro melhores da competição. Para alcançar esse objetivo, os trabalhos foram iniciados na primeira quinzena de novembro de 2007. E sob o comando de Argeu dos Santos, o Horizonte Futebol Clube conquistou o seu objetivo e terminou o campeonato como o terceiro colocado, conquistando também a vaga para disputar o Campeonato Brasileiro Série C, onde foi eliminado ainda na primeira fase.
Em 2009, o clube fez uma campanha mediana no Cearense 2009, terminando na 7ª posição.

### Década de 2010
Em 2010, a equipe fez uma boa campanha no Cearense 2010, acabando na 4ª colocação, e conquistando o inédito Título do Interior (que seria mais tarde chamada de Taça Padre Cícero), ao vencer o Guarany de Sobral por 7 a 0 e 5 a 2. Ainda em 2010, venceu a Copa Fares Lopes, derrotando o Icasa na final, e garantindo vaga para a Copa do Brasil 2011.
Em 2011, terminou em 4º lugar no Campeonato Cearense e disputou a Copa do Brasil, se destacando por ter eliminado equipes tradicionalmente mais fortes como o ASA e o tradicional Guarani, e por ter empatado com o Flamengo, no Rio de Janeiro. Venceu novamente a Copa Fares Lopes e garantiu vaga para a Copa do Brasil do ano seguinte.
Em 2012, participou pela segunda vez da Copa do Brasil, eliminando o América de Natal na primeira fase. Na segunda fase foi eliminado pelo Palmeiras por 3x1. No Campeonato Cearense, o clube fez uma boa campanha, terminou em 3º lugar e conseguiu uma vaga na Série D 2012. Na competição, terminou a primeira fase na terceira colocação no grupo de cinco equipes e não conseguiu classificação para a segunda fase.
Em 2013, terminou a primeira fase do Campeonato Cearense em primeiro lugar, garantindo uma vaga para a
Copa do Brasil do ano seguinte.
Em 2014, o Horizonte aprontou na Copa do Brasil ao vencer o Fluminense por 3x1 na estreia da Copa do Brasil 2014, no jogo da volta o Fluminense acabou eliminando o Galo ao vencer por 5x0 no Maracanã. Pelo Campeonato Cearense o Horizonte chegou a segunda fase mas ficou de fora das semifinais. Na Taça Fares Lopes o Horizonte foi eliminado na quartas de finais.
Em 2015, o Horizonte realizou uma campanha abaixo do esperado no Campeonato Cearense, acabou participando do quadrangular aonde dois seriam rebaixados, o que acabou acontecendo, Horizonte e São Benedito foram os rebaixados no ano
Em 2016, contando com o retorno do Técnico Robertos Carlos, o Horizonte deu a volta por cima no Campeonato Cearense da Série B, retornando a elite sendo vice-campeão do certame. O Galo do Tabuleiro também foi vice-campeão da Taça Fares Lopes 2016.
Em 2017, o Horizonte disputou o Campeonato Cearense Série A e a Taça Fares Lopes sem conseguir algum exito em ambas.

## Estádio Domingão
O Estádio Olímpico Horácio Domingos de Sousa, popularmente conhecido como Domingão, é o estádio onde o Horizonte manda seus jogos na cidade de Horizonte/CE, começou a ser reformado em 2003 e foi entregue em 2008 por um valor de R$ 20 milhões. A primeira partida foi um amistoso vencido pelo Horizonte num placar de 3x0 sobre a equipe do Ceará S.C

### Grande Jogos
O Estádio já recebeu grandes equipes do futebol brasileiro como Flamengo, Fluminense, Palmeiras, Guarani/SP, América de Natal e ASA de Arapiraca. Em jogos válidos pela Copa do Brasil, onde enfrentaram o Galo do Tabuleiro. No dia 20/03/2014 no seu primeiro jogo válido pela Copa do Brasil o time venceu o Fluminense do atacante Fred, camisa 9 da seleção brasileira.

### Ficha Técnica do Estádio
Gramado bermuda green (107m x 75m), capacidade de 10.500 pessoas sentadas, cabines de transmissão Rádio/Tv são oito, vestiários são quatro, banheiros públicos são seis baterias, lanchonete são duas, ambulatórios são dois, rampas de acesso são quatro e bilheterias são dez.

## Símbolos

### Mascote
O Mascote do Horizonte é o Galo, carinhosamente chamado pela torcida de "Galo do Tabuleiro", que também é o apelido do time.

### Uniformes
As cores do uniforme do Horizonte são o azul e o amarelo, sendo o primeiro uniforme camisa amarela com mangas azuis, calções amarelos e meias azuis.
O segundo uniforme consiste de camisa azul com mangas amarelas, calções azuis e meias amarelas.

### Torcida
O Horizonte conta com uma boa torcida sendo a maioria da cidade, já tem perfis de sucesso como o Galo do Tabuleiro (feito pela torcida) com mais de 5 mil adeptos e a própria fan page com mais de 2 mil torcedores e que está em franco crescimento. A equipe também tem uma torcida organizada chamada Força Horizontina.

## Títulos
| ESTADUAIS | ESTADUAIS                                   | ESTADUAIS | ESTADUAIS   |
|           | Competição                                  | Títulos   | Temporadas  |
| --------- | ------------------------------------------- | --------- | ----------- |
|           | Copa Fares Lopes                            | 2         | 2010 e 2011 |
|           | Campeonato Cearense - Série B               | 2         | 2007 e 2023 |
|           | Torneio Início da Terceira Divisão Cearense | 1         | 2004        |
|           | Taça Padre Cícero                           | 2         | 2010 e 2012 |

## Desempenho em Competições

### Participações
|  | Participações em 2025 |

| Competição | Competição          | Temporadas | Melhor campanha           | Estreia | Última | P | R |
| Ceará      | Campeonato Cearense | 14         | 3º colocado (2008 e 2012) | 2008    | 2025   |   | 2 |
| Ceará      | Série B             | 6          | Campeão (2007 e 2023)     | 2006    | 2023   | 3 | – |
| Ceará      | Série C             | 2          | Vice-campeão (2005)       | 2004    | 2005   | 1 |   |
| Ceará      | Copa Fares Lopes    | 8          | Campeão (2010 e 2011)     | 2010    | 2019   |   |   |
| Brasil     | Série C             | 1          | 55º colocado (2008)       | 2008    | 2008   | – | – |
| Brasil     | Série D             | 2          | 19º colocado (2012)       | 2012    | 2025   | – |   |
| Brasil     | Copa do Brasil      | 3          | Oitavas de final (2011)   | 2011    | 2014   |   |   |

### Campeonato Cearense - Série A
| Ano  |      |      |      |      | 2004 | 2005 | 2006 | 2007 | 2008 | 2009 |
| ---- | ---- | ---- | ---- | ---- | ---- | ---- | ---- | ---- | ---- | ---- |
| Pos. |      |      |      |      | —    | —    | —    | —    | 3º   | 7º   |
| Ano  | 2010 | 2011 | 2012 | 2013 | 2014 | 2015 | 2016 | 2017 | 2018 | 2019 |
| Pos. | 4º   | 4º   | 3º   | 6º   | 5º   | 9º   | —    | 5º   | 7º   | 7º   |
| Ano  | 2020 | 2021 | 2022 | 2023 | 2024 | 2025 |      |      |      |      |
| Pos. | 10º  | 7º   | —    | —    | —    | 6º   |      |      |      |      |

### Campeonato Cearense - Série B
| Ano  | 2006 | 2007 | 2016 | 2021 | 2022 | 2023 |
| ---- | ---- | ---- | ---- | ---- | ---- | ---- |
| Pos. | 3º   | 1º   | 2º   | 3º   | 3º   | 1º   |

### Campeonato Cearense - Série C
| Ano  | 2004 | 2005 |
| ---- | ---- | ---- |
| Pos. | 4º   | 2º   |

### Copa Fares Lopes
| Ano  | 2010 | 2011 | 2012 | 2013 | 2014 | 2015 | 2016 | 2017 | 2018 | 2019 |
| ---- | ---- | ---- | ---- | ---- | ---- | ---- | ---- | ---- | ---- | ---- |
| Pos. | 1º   | 1º   | 2º   | —    | 7º   | —    | 2º   | 8º   | 3º   | 7º   |

### Campeonato Brasileiro - Série C
| Ano  | 2008 |
| ---- | ---- |
| Pos. | 55º  |

### Campeonato Brasileiro - Série D
| Ano  | 2012 | 2025 |
| ---- | ---- | ---- |
| Pos. | 19º  | 38º  |

### Copa do Brasil
| Ano  | 2011 | 2012 | 2014 |
| ---- | ---- | ---- | ---- |
| Pos. | 15º  | 29º  | 53º  |

### Copa do Brasil Feminina
| Ano  | 2007 |
| ---- | ---- |
| Pos. | 25º  |

## Rankings

### Ranking da Confederação Brasileira de Futebol e Federação Cearense de Futebol
- Posição CBF: 167º[4]
- Pontuação CBF: 230 pontos[4]
- Posição no FCF: 6º
- Pontuação FCF: 19.462 pontos